# 棟篤特工
《棟篤特工》是一部香港偵探式動作喜劇電影，由杜琪峰御用副導演張家傑負責執導，黃偉亮和王志文任動作指導，並由黃子華及佘詩曼領銜主演。黃子華亦有份為劇本提供構思及意見，2017年3月開機拍攝，2018年2月14日情人節優先場首映，2月15日正式公映，中國預計在4月上映。電影集喜劇、動作、愛情與偵探四大元素，講述特務與女警互相合作查案，但過程中互不信任，繼而引發出一連串笑料百出、不可思議事件的故事。黃子華與佘詩曼繼《絕代商驕》相隔9年後再度合作，亦是兩人在電影上首次合作的作品。以4470万港币成为2018年最高票房的香港電影。

## 劇情簡介
本片講述陳先生（黃子華飾）本來是最頂尖的特工，但因夥伴一次無心之失而慘被停職，而且同時還得罪了女警余香（佘詩曼飾），欠下情債。二十年來，陳先生一直鬱鬱不得志，同時更被余香運用職權處處針對，苦不堪言。而近日，余香獲晉升至保安局長，陳先生頓感大限將至。
一次典禮上，財政司司长被神秘藥物毒害，失去常性當眾出醜，令政府蒙羞。由於案件敏感，余香只好暫且放下恩怨請陳先生幫手調查。陳先生苦等二十年終於有機會大展拳腳，馬上趁機會回復昔日本色，名車美女、紅酒遊艇，大手大腳花錢地去調查。岂料他的各種工具和武器都已經落伍，錯誤連連。但陳先生也絕非等閒之輩，查出案件與網路女神有關，余香馬上勒令他混入宅男圈作進一步調查。于是本來風度翩翩、智勇相全、受盡女仕歡迎的陳先生，被迫遠赴日本宅男聖地去「進修」，修煉成一名不修邊幅、了無自信、所有女性敬而遠之的宅男之王，比死更難受。
陳先生學成歸來馬上打進宅男圈調查，卻發現案情的嚴重性遠超乎想像，主謀人網路女神和同黨已在進行社區大爆發。陳先生智慧地利用宅男的喜好特性把同黨逐一引誘出來。誰知道，最後一名同黨是個狂迷，性格偏激，不惜犧牲自己也要完成女神的計畫，情況頓時變得一發不可收拾…

## 演員表

### 主要角色
| 演員   | 角色   | 簡介 |
| 黃子華 | 陳好仁 | 陳先生、Mr. Chan 特務007的師兄 與余香合作，因多年前悔婚而被其欺壓 與余香有感情線 為了完成任务而混入宅男圈假扮宅男 名字影射陳奐仁 |
| 佘詩曼 | 余香   | 余局長、香香 女警 → 保安局局長 與陳好仁合作，因其悔婚而多次對他欺壓 與陳好仁有感情線 角色影射前保安局局長葉劉淑儀                |

### 其他角色
| 演員         | 角色   | 簡介                                                                         |
| 鄭詩君 (C君) | 神童   | 陳好仁之助手 喜愛Happy Girls                                                 |
| 蘇麗珊       | 林楚楚 | Angela Happy Girls成員 馬國成之學生並發生師生戀後被其拋棄 發放「嗨到盡」藥物 |
| 鄧月平       | Yuki   | Happy Girls成員 與林楚楚不和 被陳先生懷疑持有「嗨到盡」                      |

### 客串
| 演員         | 角色       | 簡介 |
| 盧海鵬       | 余糧       | 余香之父親 富商 名字諧音“魚糧”                                                                                              |
| 詹瑞文       | 霍先生     | 軍火商 |
| 許冠文       |            | 侍應 |
| 林子善       |            | 拖車人員 |
| 林 雪        | 馬總       | 捉姦任務中的客戶 躲避老婆捉姦                                                                                               |
| 鄭麗莎       |            | 馮總之妻 |
| 馮勉恆       | 馮醫生     | 泌尿科醫生 捉姦任務中的客戶 躲避老婆捉姦                                                                                    |
| 張繼聰       | 戴生       | 余香之政治助理 與總警司不和 負責指揮商場一戰                                                                                |
| 張家瑩       | 包租婆     | 喜歡陳先生,經常與他發生關係                                                                                                 |
| 鄭丹瑞       | 曾國忠     | 財爺 財政司司長 易服人士（喜愛穿女裝） 引爆煤氣自殺昏迷 「嗨到盡」受害者 名字影射前財政司司長曾俊華                         |
| 周家怡       | 方凝       | 《囧報》代總編輯兼港聞採訪主任 《導火新聞線》之角色                                                                         |
| 楊 淇        | 麥曉欣     | 《囧報》記者 《導火新聞線》之角色                                                                                           |
| 楊千嬅       | 方麗娟     | 交通部督察 《新紮師妹系列》之角色                                                                                           |
| Garvin Cross | James Bond | 20年前被陳好仁偷走手槍 |
| 鄭秀文       | 鄭秀文     | Sammi 巨星 素食者 「嗨到盡」受害者                                                                                          |
| 林盛斌       | 李波       | 鄭秀文之經紀人 「嗨到盡」落毒者                                                                                             |
| 張智霖       | 張智霖     | Chi Lam 巨星 喜歡幪面超人 「嗨到盡」受害者                                                                                  |
| 趙永洪       | 張志       | 張智霖之經紀人 「嗨到盡」落毒者                                                                                             |
| 鄭中基       | 周雄       | 曾國忠之私人廚師 「嗨到盡」落毒者                                                                                           |
| 波多野結衣   | 波多野結衣 | VR地獄中虛擬出的帶領人 |
| 羅 蘭        | 孟 婆      | VR地獄中虛擬出的帶領人 |
| 許紹雄       | Roger More | 金之手 |
| 盤菜瑩子     |            | 女僕Cafe服務生 |
| 專家Dickson  | 夕陽武士   | 宅男 在商場一戰中襲擊陳先生不遂墮樓                                                                                         |
| 徐浩昌       |            | 宅男 |
| 黎卓成       |            | 宅男 |
| 白 只        | 林小頂     | 頂爺 宅男 因抑鬱症跳樓自殺身亡 「嗨到盡」藥物之發明者                                                                       |
| 達 哥        | 馬國成     | 馬sir 體育老師 曾與學生Angela相戀，後始亂終棄 間接令Angela引發秘藥物毒害計畫 因墮樓入院 影射前遵理學校名師馬志豪 (Oscar Ma) |
| 張建聲       | 張仁       | 富二代 白化症病人 |
| 孫力民       | 校長       | 耀華中學校長 |
| 張達明       | 黎 生      | 吳君如之夫 造型模仿陳可辛                                                                                                   |
| 吳君如       | Simone     | 雀友 陳先生之舊情人 |
| 鄭欣宜       | 鄰居       | 雀友 |
| 小 寶        | 鄰居       | 雀友 |
| 麥玲玲       | 鄰居       | 雀友 |
| 蔡少芬       | Sofia      | 陳先生之舊情人 |
| 張國强       |            | Sofia丈夫 造型模仿張晉 |
| 苑瓊丹       | Natasha    | 妓女 陳先生之舊情人 |
| 湯鎮業       | 關公       | 黑道中人 |
| 盧惠光       | 飛龍       | 黑道中人 |
| 鄧兆尊       | 飛機       | 變性前為Michelle |
| 趙 榮        |            | 馬國成之妻 口雖尖酸刻薄卻很心疼馬國成                                                                                       |
| 張松枝       | 總警司     | 與戴生不和 負責指揮商場一戰                                                                                                 |
| 譚詠麟       | 談判專家   | |
| 林燕玲       | 新聞記者   | |
| 蔡一智       | 清潔工     | 「嗨到盡」受害者 |
| 蔡一傑       | 警察       | 「嗨到盡」受害者 |
| 蘇志威       | 技工       | 「嗨到盡」受害者 |
| Bitto Singh  | 油王       | |
| 王敏德       | 艾卡巴     | 恐怖分子 結尾被陳先生炸死                                                                                                   |
| 林映清       |            | |

## 製作

### 角色設定
電影《棟篤特工》於2017年年中開始籌備，並锁定黃子華與佘詩曼為本片男女主角。其後導演、監製與演員經多次開會後決定男主角黃子華扮演一位從英國回流至香港的特工，而女主角佘詩曼在戲中的身份原本設定為黑社會大佬的女人，其後變更為警務處長，最後在多番商議後決定成政府高官。

### 花絮
2017年3月2日，男女主角黃子華與佘詩曼聯同一眾台前幕後齊出席新片《棟篤特工》的開鏡儀式，影片正式開機，兩人並分享相隔七年後再度携手合作的感受。子華透露為求該片的劇本效果完美，所構思的劇本足足花了一年時間才能完成，而且已經更改至第十稿的劇本。戲中他將會飾演特務007的師父，而阿佘則是擁有很高權力負責追捕子華，並笑言與阿佘走在一起，不用做任何事已盡顯「情侶味」，至於阿佘在片中飾演位高權重的人，她強調只是一個職位的扮演，並沒有影射和政治成分，而且會以一個全新造型現身，務求為觀眾帶來新鮮感。子華更笑言自己習慣無票房，所以一點兒壓力都沒有，但阿佘是億億聲女星，不能影響她的『億譽』。
此片是香港國際影視展2017「中國3D數碼娛樂公司」重點的推介電影，會上阿佘透露子華在片中造型多而導致自己初時忍不到笑，後來慢慢習慣，但在戲中並未有咀戲。
2017年4月30日全片煞青，戲中主角黃子華、佘詩曼聯同一眾演員出席電影煞科宴，會上子華表示今次可謂碌盡人情卡，邀請了一班巨星朋友包括張智霖、譚詠麟、鄭秀文、吳君如、鄭中基、鄭丹瑞等客串演出，並趁這次正式多謝大家：「原本呢套戲需要兩個巨星，但最後來多了十倍，感謝他們拯救我唔使再做票房毒藥，好有愛心，好似養寵物咁樣對我。」對他們是「有言感激」；至於阿佘今次有破格演出要醜化自己，並表示今次醜女造型幾可愛：「我已經豁出去，其中一幕我以斗零踭踩其重要部位，我都好大壓力。」並獲子華大讚其可塑性好高。
在第20届上海国际电影节“珠影之夜”暨2017新片发布会中，珠影集团对外发布的片单横跨2017年—2018年，而爆笑动作喜剧電影《栋笃特工》亦在系列片单之中。
2018年1月26日，黃子華及佘詩曼接受電影專訪時表示兩人今次合作是源於兩年前的一個約定，原先兩人合作拍電視劇到後來子華主動提議拍電影才促成這件事，身兼編劇的子華更表示以為演007很過癮，無蝕底，沒想到原來參與寫劇本，跟全個編劇組一齊寫，原來要寫一個適合這演員班底的劇本，要落足心機，最後更要度足十稿！阿佘更大讚子華為劇本好努力，嘔心瀝血。

相隔8年再合作，兩人都認為默契依舊，最大分別是今次子華自編自演，對於劇本一改再改，子華解釋今次劇本是為阿佘度身訂造，最初想過叫她做麻將館老闆娘、或者花瓶角色，最後她飾演一個懷有深仇大恨的保安局局長。我覺得阿佘（演技）的彈性比大家想像中大，其他人沒想過她做的角色，包括一般人認為比較藝術性的角色，她也能夠做到。而演過不少喜劇的阿佘，亦笑言今次演出有突破。「我演保安局局長，有很大權力，但我以前曾被子華欺騙，對他懷恨在心，所以我設計了自己藐嘴藐舌去唸對白，我覺得都幾樣衰㗎。」子華聞言亦説總之觀眾未見過如此樣衰的阿佘，因為她的初戀被我摧殘，所以由最初好靚女，變成心態扭曲，連面口都扭曲，真的好樣衰！此外，子華的挑戰也不少，他大爆有場戲要在水中倒吊，令他首次體驗到何謂遇溺，「水底倒吊唔係最恐怖，係綁晒手腳冇得郁，再倒吊擺落去，真係好驚。嗰次真係我呢世人第一次知道咩叫遇溺！」而在戲中不斷趕絕他的阿佘也心痛地表示嗰場真係唯一一場我唔忍心摑佢。

子華形容今次電影是一部香港偵探式動作喜劇電影，更無懼觀眾將其與007相比，又形容「如果你搞神怪片，你一定係用孫悟空，你無可能搵二郎神架，你實死㗎，所以你拍特工，你一定係接近007就有著數囉！」更表示二人日後能否再合作要視乎今次的票房成績。

### 記事
電影未上映前，由於黃子華過往拍攝的電影票房成績一向欠佳，有票房毒藥的稱號，因此被外界一致看淡，然而本片在上畫4日後卻大收2,000萬，票房報捷。兩位主角黃子華及佘詩曼隨即在網上舉行答謝大會答謝觀眾支持。開Live期間，兩位聯同一眾幕後製作團隊更透露出本片的十大製作秘聞，當中有不少不為人知的趣事。
- 有不少觀眾反映電影節奏太快太急，然而子華解釋其實電影本身拍了接近160分鐘，但礙於排片關係，一定要剪輯到100分鐘以內，因此電影並不是完整版。
- 阿佘現時在戲中的角色是由女警爬升至保安局長的Madam，但原來本身的劇本初稿是要阿佘飾演一名忍者。
- 子華原先有搵過蘇施黃在戲中客串麻雀腳一角，但失败收場，最終只成功邀請白只，成功率係50%。
- 子華原先本身係拒絕演唱主題曲，但原來導演背後同時亦係作曲同填詞人，經導演游説，加上子華聽過Demo發現自己只需唱「鐙蹬瞪鄧 鐙蹬瞪鄧」時又覺得OK，並表示要讚負責唱Demo位朋友，佢將我最衰格的一面扮到出來，令我好有興趣。
- 因劇本籌備長達兩年，導致本劇導演差點想要放棄。
- 劇組留守最長時間的是銅鑼灣某家茶餐廳，而大家賴以維生的就係店中的名物︰招牌腿蛋治，一眾台前幕後工作團隊在拍攝期間食腿蛋治已經食到嘔。

## 發行
2017年11月2日，片方率先釋出官方海報，設計以占士邦電影為藍本，並選擇了1981年羅渣·摩亞（Roger Moore）主演系列的《鐵金剛勇破海龍幫》（For Your Eyes Only）的經典設計致敬，一個露半臀的靚女大曬無敵靚腿，而占士邦就在她雙腿之間拔槍。去到《棟篤特工》，概念大同小異，美女換上黑白乳牛圖案比堅尼泳褲，腳踏紅色高跟鞋，看似正正經經，但搞笑在細節，美女大髀位置就紋上「我係佘詩曼」（片中女主角）的心型紋身，而子華就一身踢死兔禮服配上手槍在她雙腿之間拔槍，場面惡搞惹笑。此外，海報上亦有不少細節位，例如兩旁有降落傘、飛機、直升機、飛車爆破、潛艇、水上電單車等等，盡攬占士邦電影元素，劇情豐富。
2017年11月8日網上流出一條長約兩分半鐘的預告片，片中子華化身港版皇家特工手握長傘擺甫士，同時兼具特務戇J特質，動作場面也是論論盡盡，乘機放笑彈。然而，HMV數碼中國集團立刻發出聲明，指出該段片段於今年中在舉行上海電影節期間、曾剪輯部分未完成後期製作之電影片段，作為提供給買片客戶參考之影片，片段純屬內部用途；但至近日，有人在未經同意下，透過互聯網非法流出這條不作發放外界用途之視頻，對此深感遺憾。該視頻亦絕非向外界發佈之官方正式宣傳片、片花或任何製作特輯，並希望各位傳媒朋友或網民，勿將該段非官方發佈及未完成之片段繼續傳播。由官方發佈之《棟篤特工》正式預告片，在完成製作後將盡快推出。
12月15日，片方發佈先導預告片，並宣佈將於2018年賀歲檔期上映。
2018年1月5日，片方發佈正式版海報，海報設計同樣以占士邦電影為藍本，向1983年上映的《鐵金剛勇破爆炸黨》（Octopussy）致敬，阿佘於新海報中化身「千手觀音」，在子華背後拿起軍刀、臘腸、魚蛋和桔，並跟子華有「身體接觸」，又扭耳仔兼用腳翹實子華。
1月14日，片方發佈正式預告片，片中子華飾演「港版占士邦」以百變形象大放笑彈，除宅男造型外，更有動漫Cosplay、殭屍，以及雙眼被放大的電子頭罩造型，同時被拍檔阿佘玩針對，被指派不可能任務之外還慘被阿佘重刑伺候。
1月26日，片方發佈電影主題曲MV。

## 宣傳
| 出席時間      | 所在地 | 活動         | 出席演員                                            |
| ------------- | ------ | ------------ | --------------------------------------------------- |
| 2018年2月4日  | 香港   | 電影發佈會   | 黃子華、佘詩曼、C 君、專家Dickson                   |
| 2018年2月12日 | 香港   | 電影首映禮   | 黃子華、佘詩曼、C 君、蘇麗珊、客串演員等            |
| 2018年2月12日 | 香港   | 網上答謝大會 | 黃子華、佘詩曼、專家Dickson、導演張家傑、監製陳穎倫 |

## 拍攝場地(部分)
- 訊號山花園、林邊生物多樣性自然教育中心、鰂魚涌海水配水庫休憩處及添馬公園。

## 票房
香港首日情人節優先場收$2,551,915，連同澳門票房、總票房則為$2,702,789，票房报捷。
其後开画两日，累積票房突破1000万，並且連續兩日登上華語賀歲片票房第一位。
开画三日，票房突破1500萬。
直至开画四日(除夕至年初三)，累計票房收入為$17,558,565，连情人节优先场累積票房衝破2000万，同時開創年三十晚、年初二及年初三之史上最高華語片票房三個紀錄，黃子華與佘詩曼雙雙位列千萬票房男女，兩人並且在晚上舉行網上答謝大會。此外亦成為今年賀歲檔入場人次的最高電影，年初一便高達 59,947 人，比第二位的《黑豹》多出近 8000 人，而年初二入場人次為 59,939 人，年初三為 59,199 人，連續三日成為單日最高入場人次電影。
开画五日，截至2月19日，累計票房收入為$24,192,317。
开画近一周，截至2月25日，累計票房收入為$37,517,375。
开画近兩周，票房冲破4000萬，並創下年三十晚至年初四史上最高華語片票房記錄及近六年的年初一至年初四史上最高華語片入場人次等多項記錄。
开画一個月，截至3月18日，累計票房收入為$44,729,524。
截至4月18日，最终香港累計票房總收入為$44,709,699，並位列2018年香港電影票房第1位及華語電影票房排行榜第18位。

## 评价
| “                | 全片很靠黃子華的招牌妙語，今次他除了大出口術，還施展多變演技，扮貓王，扮俊男，扮金剛武士，還扮陰間紙紥公子，的確「嗨到盡」。妙在佘詩曼更有喜劇感，不像黃子華那麼賣弄，明知不合情理也演得揮洒自如。還有演黃子華助手的Ｃ君，低調地詐儍扮懵，亦有妙處。 | ” |
| ——資深影評人石琪 | |   |

## 電影歌曲
| 曲別   | 歌名          | 演唱者                 | 作詞   | 作曲／編曲／歌曲監製 |
| 主題曲 | Final Calling | 鄭欣宜（Feat. 黃子華） | 呂喬恩 | 江 暉                |

## 奬項及提名
| 年度   | 颁奖典礼                     | 奖项         | 姓名     | 结果 |
| ------ | ---------------------------- | ------------ | -------- | ---- |
| 2019年 | 第二屆MOVIE6全民票選電影大獎 | 新晉導演獎   | 張家傑   | 提名 |
| 2019年 | 第2屆最港電影大獎            | 我最喜愛港片 | 棟篤特工 | 提名 |
| 2019年 | 第38屆香港電影金像獎         | 新晉導演     | 張家傑   | 提名 |